# Ludwig Plater
Ludwig Plater (* 14. August 1775 in Krasław, Livland; † 6. Oktober 1846 in Posen) war ein polnischer Patriot.
Graf Plater entstammte der deutschbaltischen Adelsfamilie der Grafen von dem Broel genannt Plater. 1794 nahm er als Freiwilliger im Kościuszko-Aufstand teil und wurde Adjutant des Generals Karol Sierakowski. 1815 trat er in den polnischen Staatsrat, wo er das Domänen- und Forstwesen leitete. Da er während des Novemberaufstandes von 1830 mit Karol Kniaziewicz in Paris für seine Nation zu wirken versucht hatte, wurden seine Güter nach der Unterdrückung des Aufstandes konfisziert. Er blieb daher zunächst in Paris, wo er Vizepräsident der Literarischen Gesellschaft (pl. Towarzystwo Literackie w Paryżu) wurde und siedelte 1840 nach Posen über, wo er 1846 starb.
Graf Plater war Träger des Sankt-Stanislaus-Orden 1. Klasse.